# 庫德里夫卡
51°38′58″N 32°37′41″E / 51.64944°N 32.62806°E
庫德里夫卡（烏克蘭語：Кудрівка），是烏克蘭北部的村莊，隸屬切爾尼希夫州的科留基夫卡區。該村始建於1672年，面積3.76平方公里，海拔高度126米，2005年人口838，人口密度每平方公里267.6人。